# Nieuport-Delage NiD 62
Nieuport-Delage NiD 62 là một loại máy bay tiêm kích hai tầng cánh của Pháp vào đầu thập niên 1930.

## Biến thể
Nieport NiD 62
Nieuport NiD 621
Nieuport NiD 622
Nieuport NiD 623
Nieuport NiD 624
Nieuport NiD 625
Nieuport NiD 626
Nieuport NiD 629

## Quốc gia sử dụng
Pháp
- Không quân Pháp
- French Aéronavale

 Peru
- Không quân Peru

 Thổ Nhĩ Kỳ
- Không quân Thổ Nhĩ Kỳ

## Tính năng kỹ chiến thuật (NiD 622)
Dữ liệu lấy từ A Gallic Rarity...The 'One-and-a-Half' Nieuport-Delage
Đặc điểm tổng quát
- Kíp lái: 1
- Chiều dài: 7,63 m (25 ft 0⅓ in)
- Sải cánh: 12 m (39 ft 4½ in)
- Chiều cao: 3 m (9 ft 10⅛ in)
- Diện tích cánh: 27,41 m² (297,1 sq ft)
- Trọng lượng rỗng: 1.324 kg (2.919 lb)
- Trọng lượng có tải: 1.831 kg (4.036 lb)
- Trọng lượng cất cánh tối đa: 1.880 kg (4.145 lb)
- Động cơ: 1 × Hispano-Suiza 12Hb, 373 kW (500 hp)

 Hiệu suất bay 
- Vận tốc cực đại: 270 km/h (146 knot, 168 mph)
- Tầm bay: 900 km (486 hải lý, 559 mi)
- Trần bay: 7.700 m (25.300 ft)
- Tải trên cánh: 8.88 m/s (1.750 ft/phút)

Trang bị vũ khí

- Súng: 2 × súng máy 7,7 mm (0.303 in)